# AIM-260 (ミサイル)
AIM-260 Joint Advanced Tactical Missile（AIM-260 統合先進戦術ミサイル）は、アメリカ合衆国のロッキード・マーティンが開発中の長射程空対空ミサイル。
現用のAIM-120 AMRAAMを更新し、F-22やF-35に搭載可能なミサイルとして開発されている。中華人民共和国のPL-15に対抗し、ミサイルの先制発射を目的とする。
推定射程はAIM-120Dを超える200km、最高速度はマッハ5。2021年に試射を開始し、2022年には初期作戦能力獲得を目指す。2026年には、更新のため、AIM-120の生産を停止するとしている。アメリカ軍では、これとは別個にレイセオンにより、長距離交戦兵器(Long-Range Engagement Weapon)の名称で、長距離空対空ミサイルも開発している。